# 马库库
马库库是巴西里约热内卢州的一个市镇。总面积77.08平方公里，总人口4405人，人口密度57.1人/平方公里。